# 本合海バイパス
本合海バイパス（もとあいかいバイパス）は、山形県大蔵村合海 - 同村上竹野で事業中の延長3.0 kmの国道458号バイパスである。2006年（平成18年）10月に大蔵橋部分、2009年（平成21年）12月に合海 - 清水間の一部供用を開始した。2024年（令和6年）8月4日、大蔵村白須賀 - 上竹野間が開通し、全線開通。
大蔵村の中心である清水は道路が狭隘でクランク区間も存在し、大型車の通行には危険である。さらに、旧大蔵橋は1931年（昭和6年）開通で老朽化が進んでおり、地元では「いつ崩落してもおかしくない」と言われ、危険性が指摘されていた。
この道路の開通により、大蔵村の交通事情の改善、肘折温泉へのアクセス改善が図れる。

## 概要
- 総延長：2,975 m
- 主な橋梁：大蔵橋 (229.2 m)

## 交差する道路
- 山形県道31号舟形大蔵線
- 山形県道30号大石田畑線